# Firula
Firula (štapasto zelje, devesilja, velestika, smilika; lat. Ferula), rod trajnica iz porodice štitarki raširen po umjerenoj Euroaziji i Africi..
U Euroaziji, uglavnom sušna područja od jugozapadne Europe do Mongolije i Kine; osobito europski dio Rusije  (oko 115 vrsta), Sjeverni Kavkaz, Sibir (zapadni Sibir) i Srednja Azija); Sjeverozapadna, sjeverna, sjeveroistočna i tropska Afrika. Uključivanje Dorema fide Panahi et al. 2015. Nekoliko ovdje navedenih vrsta pripada rodu Silaum, ali još nisu prenesene. U Hrvatskoj su dvije vrste, obična firula i Heuffelova firula.

## Vrste
1. Ferula afghanica Gilli
2. Ferula akitschkensis B.Fedtsch. ex Koso-Pol.
3. Ferula alaica Pimenov & Melibaev
4. Ferula alliacea Boiss.
5. Ferula amanicola Hub.-Mor. & Pesmen
6. Ferula ammoniacum (D.Don) Spalik, M.Panahi, Piwczyñski & Puchalka
7. Ferula anatolica Boiss.
8. Ferula angreni Korovin
9. Ferula armandi Mouterde
10. Ferula arnoldiana S.Scholz & Reyes-Bet.
11. Ferula arrigonii Bocchieri
12. Ferula assa-foetida L.
13. Ferula atlantica Elalaoui & Cauwet
14. Ferula aucheri (Boiss.) Piwczyñski, Spalik, M.Panahi & Puchalka
15. Ferula badrakema Koso-Pol.
16. Ferula balchanorum (Pimenov) comb.ined.
17. Ferula baluchistanica Kitam.
18. Ferula barbeyi Post
19. Ferula behboudiana (Rech.f. & Esfand.) D.F.Chamb.
20. Ferula bilasi Post
21. Ferula biverticillata J.Thiébaut
22. Ferula blanchei Boiss.
23. Ferula botschantzevii Korovin
24. Ferula brevipedicellata Pesmen ex Sagiroglu & H.Duman
25. Ferula bungeana Kitag.
26. Ferula calcarea Pimenov
27. Ferula canescens (Ledeb.) Ledeb.
28. Ferula caspica M.Bieb.
29. Ferula ceratophylla Regel & Schmalh.
30. Ferula clematidifolia Koso-Pol.
31. Ferula communis L.
32. Ferula conocaula Korovin
33. Ferula coskunii H.Duman & Sagiroglu
34. Ferula costata Korovin ex Nasir
35. Ferula cupularis (Boiss.) Spalik & S.R.Downie
36. Ferula cypria Post
37. Ferula czatkalensis Pimenov
38. Ferula daninii Zohary
39. Ferula decurrens Korovin
40. Ferula dictyocarpa Rech.f.
41. Ferula dissecta (Ledeb.) Ledeb.
42. Ferula divaricata Pimenov & Kljuykov
43. Ferula diversivittata Regel & Schmalh.
44. Ferula downieorum Spalik, M.Panahi, Piwczyñski & Puchalka
45. Ferula drudeana Korovin
46. Ferula dshaudshamyr Korovin
47. Ferula dshizakensis Korovin
48. Ferula duranii Sagiroglu & H.Duman
49. Ferula elaeochytris Korovin
50. Ferula elbursensis (Mozaff.) Spalik & S.R.Downie
51. Ferula equisetacea Koso-Pol.
52. Ferula ermenekensis Sagiroglu & H.Duman
53. Ferula euxina Pimenov
54. Ferula fedoroviorum Pimenov
55. Ferula fedtschenkoana Koso-Pol.
56. Ferula ferganensis Lipsky ex Korovin
57. Ferula flabelliloba Rech.f. & Aellen
58. Ferula foetida (Bunge) Regel
59. Ferula foetidissima Regel & Schmalh.
60. Ferula fontqueri Jury
61. Ferula fujianensis K.M.Shen
62. Ferula gabrielii Rech.f.
63. Ferula ghorana Rech.f.
64. Ferula gigantea B.Fedtsch.
65. Ferula glaberrima Korovin
66. Ferula glabra Rech.f. & Riedl
67. Ferula glabrifolia M.Panahi, Piwczyñski, Puchalka & Spalik
68. Ferula glauca L.
69. Ferula glaucopruinosa (Rech.f.) Akhani
70. Ferula gouliminensis Elalaoui & Cauwet
71. Ferula grigoriewii B.Fedtsch.
72. Ferula groessingii Riedl & Riedl-Dorn
73. Ferula gummosa Boiss.
74. Ferula gypsacea Korovin
75. Ferula halophila Pesmen
76. Ferula haussknechtii H.Wolff ex Rech.f.
77. Ferula hedgeana Pimenov & Kljuykov
78. Ferula heratensis Rech.f.
79. Ferula hermonis Boiss.
80. Ferula heuffelii Griseb. ex Heuff.
81. Ferula hexiensis K.M.Shen
82. Ferula hezarlalehzarica Ajani
83. Ferula hindukushensis Kitam.
84. Ferula hissarica Pimenov & Kljuykov
85. Ferula huber-morathii Pesmen
86. Ferula hyrcana (Koso-Pol.) Puchalka, Spalik, Panahi & Piwczyñski
87. Ferula iliensis Krasn. ex Korovin
88. Ferula incisoserrata Pimenov & J.V.Baranova
89. Ferula jaeschkeana Vatke
90. Ferula juniperina Forovin
91. Ferula karakalensis Korovin
92. Ferula karakumica Geld. & A.V.Pavlenko
93. Ferula karatavica Regel & Schmalh.
94. Ferula karataviensis (Regel & Schmalh.) Korovin
95. Ferula karategina Lipsky ex Korovin
96. Ferula karelinii Bunge
97. Ferula kashanica Rech.f.
98. Ferula kelifi Korovin
99. Ferula kelleri Koso-Pol.
100. Ferula kingdon-wardii H.Wolff
101. Ferula kirialovii Pimenov
102. Ferula kokanica Regel & Schmalh.
103. Ferula korshinskyi Korovin
104. Ferula koso-poljanskyi Korovin
105. Ferula krylovii Korovin
106. Ferula kuhistanica Korovin
107. Ferula kyzylkumica Korovin
108. Ferula lancerotensis Parl. ex Hartung
109. Ferula laseroides (Akhani) Spalik & S.R.Downie
110. Ferula latiloba Korovin
111. Ferula latipinna A.Santos
112. Ferula latisecta Rech.f. & Aellen
113. Ferula lehmannii Boiss.
114. Ferula leiophylla Korovin
115. Ferula leucographa Korovin
116. Ferula licentiana Hand.-Mazz.
117. Ferula linczevskii Korovin
118. Ferula lipskyi Korovin
119. Ferula lithophila Pimenov
120. Ferula litwinowiana Koso-Pol.
121. Ferula longipedunculata Pesmen
122. Ferula longipes Coss. ex Bonnier & Maury
123. Ferula loscosii Willk.
124. Ferula lutensis Rech.f.
125. Ferula lycia Boiss.
126. Ferula macrocolea (Boiss.) Boiss.
127. Ferula malacophylla Pimenov & J.V.Baranova
128. Ferula marmarica Asch. & Taub.
129. Ferula melitensis Brullo, C.Brullo, Cambria, Giusso, Salmeri & Bacch.
130. Ferula mervynii Sagiroglu & H.Duman
131. Ferula michaelii M.Panahi, Piwczyñski, Puchalka & Spalik
132. Ferula microcarpum (Korovin) comb.ined.
133. Ferula microcolea (Boiss.) Boiss.
134. Ferula mikraskythiana Mátis, A.Z.Szabó & L.Bartha
135. Ferula mogoltavica Lipsky ex Korovin
136. Ferula mongolica (V.M.Vinogr. & Kamelin) V.M.Vinogr. & Kamelin
137. Ferula moschata (H.Reinsch) Koso-Pol.
138. Ferula myrioloba Rech.f.
139. Ferula narthex Boiss.
140. Ferula negevensis Zohary
141. Ferula nevskii Korovin
142. Ferula nuda Spreng.
143. Ferula nuratavica Pimenov
144. Ferula nuristanica Rech.f.
145. Ferula olivacea (Diels) H.Wolff ex Hand.-Mazz.
146. Ferula oopoda (Boiss. & Buhse) Boiss.
147. Ferula orbicularis Post ex Beauverd & Zohary
148. Ferula orientalis L.
149. Ferula ovczinnikovii Pimenov
150. Ferula ovina (Boiss.) Boiss.
151. Ferula pachycaulos Rech.f.
152. Ferula pachyphylla Korovin
153. Ferula paeoniifolia X.G.Ma & C.Y.Liao
154. Ferula pallida Korovin
155. Ferula palmyrensis Post & Beauverd
156. Ferula parva Freyn & Bornm.
157. Ferula penninervis Regel & Schmalh.
158. Ferula persica Willd.
159. Ferula pimenovii Lazkov
160. Ferula pisidica Akalin & Miski
161. Ferula plurivittata Korovin
162. Ferula porandica (Gilli) Pimenov & Degtjareva
163. Ferula potaninii Korovin ex Pavlov
164. Ferula prangifolia Korovin
165. Ferula pratovii F.O.Khass. & I.I.Malzev
166. Ferula pseudoalliacea Rech.f.
167. Ferula racemosoumbellata (Gilli) Rech.f.
168. Ferula rechingeri D.F.Chamb.
169. Ferula renardii (Regel & Schmalh.) Pimenov
170. Ferula resinosa Siev.
171. Ferula rigidula DC.
172. Ferula rubricaulis Boiss.
173. Ferula rubroarenosa Korovin
174. Ferula rutbaensis C.C.Towns.
175. Ferula sabulosum (Litv.) comb.ined.
176. Ferula sadleriana Ledeb.
177. Ferula samarkandica Korovin
178. Ferula sauvagei Elalaoui & Cauwet
179. Ferula schtschurowskiana Regel & Schmalh.
180. Ferula seravschanica Pimenov & J.V.Baranova
181. Ferula serpentinica Rech.f.
182. Ferula sharifii Rech.f. & Esfand.
183. Ferula shehbaziana S.A.Ahmad
184. Ferula sibirica Willd.
185. Ferula sinaica Boiss.
186. Ferula sinkiangensis K.M.Shen
187. Ferula sjugatensis Bajtenov
188. Ferula sommieriana Cambria, C.Brullo, Tavilla, Sciandr., Miniss., Giusso & Brullo
189. Ferula songarica Pall. ex Schult.
190. Ferula sphenobasis C.C.Towns.
191. Ferula stenocarpa Boiss. & Hausskn.
192. Ferula stenoloba Rech.f.
193. Ferula stewartiana O.E.Schulz
194. Ferula subtilis Korovin
195. Ferula sugatensis Bajtenov
196. Ferula syreitschikowii Koso-Pol.
197. Ferula szowitsiana DC.
198. Ferula tabasensis Rech.f.
199. Ferula tadshikorum Pimenov
200. Ferula tatarica Fisch. ex Spreng.
201. Ferula taucumica Bajtenov
202. Ferula tenuisecta Korovin ex Pavlov
203. Ferula tenuissima Hub.-Mor. & Pesmen
204. Ferula teterrima Kar. & Kir.
205. Ferula tingitana L.
206. Ferula trachelocarpa Rech.f.
207. Ferula trachyphylla Rech.f. & Riedl
208. Ferula transiliensis (Herder) Pimenov
209. Ferula tschimganica Lipsky ex Korovin
210. Ferula tschuiliensis Bajtenov
211. Ferula tuberifera Korovin
212. Ferula tunetana Pomel ex Batt.
213. Ferula ugamica Korovin
214. Ferula varia (Schrenk) Trautv.
215. Ferula vesceritensis Coss. & Durieu ex Batt. & Trab.
216. Ferula vicaria Korovin
217. Ferula violacea Korovin
218. Ferula xanthocarpa Rech.f.
219. Ferula xeromorpha Korovin
220. Ferula xylorhachis Rech.f.